# The Severing Crime Edge
The Severing Crime Edge (яп. 断裁分離のクライムエッジ Дансай Бунри но Курайму Эдзи, неоф. рус. Режущий грань добра и зла/Преступные Лезвия) — японская манга, автором и иллюстратором которой является Тацухико Хикаги. Аниме-адаптация, выпущенная студией Studio Gokumi, транслировалась по телеканалу Tokyo MX с 4 апреля по 27 июля 2013 года. Всего выпущено 13 серий аниме.

## Аниме
21 ноября 2012 года стало официально известно, что по мотивам манги, созданной Тацухико Хикаги, будет снят аниме-сериал, режиссёром которого выступит Юдзи Ямагути, известный своей работой над проектами Fate/stay night и Strawberry Eggs. 27 ноября была открыта информация о дизайнере и сценаристе, которые должны принять участие в работе над сериалом. 29 декабря 2012 года стал официально доступен первый проморолик. 8 марта 2013 года в свежем номере журнала Kadokawa Shoten's Newtype стало известно, что выход аниме-сериала начнётся 3 марта в 13.15 часов по телеканалу Tokyo MX. 4 апреля была опубликована информация о том, что серии аниме под названием The Severing Crime Edge будут выходить на американском видеохостинге Crunchyroll; просмотр будет доступен для граждан США, Канады, Великобритании, Ирландии, Австралии, Новой Зеландии и ЮАР. 22 апреля американская компания Sentai Filmworks объявила о том, что приобрела права на распространение аниме-сериала на территории США.
Показ аниме-сериала в Японии прошёл в период с 4 апреля по 27 июня 2013 года по каналу Tokyo MX. Открывающая тема Unmei no Ori (яп. 運命の檻) была исполнена Аими Тэракавой, а закрывающая песня Kimi to Futari (яп. 君と二人) прозвучала в исполнении Юрики Эндо и Карин Такахаси.

## Сюжет
Кири Хаймура со стороны кажется обыкновенным японским школьником, на деле он владеет старинными парикмахерскими ножницами и страдает навязчивым желанием стричь волосы. Он узнаёт о таинственном особняке, где живёт «призрак девушки» и решает посетить его. Там в одиночестве живёт девушка Ивай с необычным проклятием: её волосы невозможно состричь никакими ножницами, ведь она является прямым потомком королевы волос (яп. 髪の女王 Ками но Дзё), из-за этого девушку высмеивали в школе и она перестала посещать её. Однако Кири единственный, кому удаётся состричь ей волосы с помощью своих ножниц, которые оказываются тоже проклятыми. Теперь Кири и Ивай решают крепко дружить, так как волосы девушки заново отрастают через сутки, Кири нужно её каждый день стричь. Параллельно парень узнаёт, что помимо его ножниц существует ещё множество проклятых старинных предметов, чьи хозяева сходят с ума и начинают убивать людей, а также, что если убить королеву волос, то можно исполнить любое желание. Кири решает защищать девушку от злоумышленников.

## Определения
- Владелец — человек, владеющий артефактом. По принципу это может считаться проклятием, так как владелец привязан к артефакту и постепенно теряет рассудок, им начинает двигать жажда убийства, при этом такая же, как ту, который испытывал первый владелец. Если владелец не найдёт себе дублёра, то сойдёт с ума очень быстро. Проклятие владельца передаётся поколениями и берёт начало в Европе, в XIX веке, когда некая организация намеренно сводила с ума людей, чтобы те становились убийцами и преступниками, для своих преступлений они использовали разные вещи.[9] Многие из потомков владельцев, чтобы избежать преследования, переехали в Японию, продолжая проклятый род там, так например Кири является иностранцем в пятом поколении, как и остальные владельцы, за исключением Руки Сиходо, чей предок-первый носитель был представителем японской аристократии.[10]
- Артефакт — проклятая вещь, которая связана непосредственно с потомками его бывшего владельца. Артефакт невозможно потерять или сломать, он всегда будет с владельцем.[9]
- Дублёр — напарник владельца, простой человек. Владелец для утоления свой жажды может испытывать свой артефакт на дублёре. В некоторых ситуациях это доставляет боль дублёру и ранит его, в таком случае отношения между дублёром и владельцем приближаются к садомазохистким.[9] Но есть ситуации, когда владельцу не обязательно причинять боль дублёру, как это происходит с Кири и Ивай, напротив есть ситуации, когда артефакт настолько опасен, что владелец не может иметь дублёра (так как это просто убьёт его) и быстро сходит с ума.[11]
- Сплетники — тайная организация, связанная с созданием владельцев. Её члены следят за владельцами и стравливают их между собой, чтобы наблюдать за зрелищем.[9]

## Список персонажей
Кири Хаймура (яп. 灰村 切)
Сэйю: Нацуки Ханаэ
Главный герой истории. Является прямым потомком Норма Грэйланда, который в 1860-е годы убил с помощью ножниц более 200 человек, разрезая им плоть. Кири получил ножницы в наследство, однако в отличие остальных владельцев не впадает в безумие, хотя некоторое влияние со стороны ножниц он изначально испытывал, а именно навязчивое желание разрезать волосы. Он знакомится с Ивай и обнаруживает, что единственный способен стричь ей волосы, да и каждый день, таким образом Кири решает стричь девушку и «утолять свою жажду». Кири также клянётся защищать Ивай от остальных владельцев, впоследствии влюбляется в Ивай и признается ей в этом. Когда у Ивай временно перестают отрастать волосы, жажда Кири начинает постепенно обостряться, и в бою с Эмили в нём пробуждается безумие, и Кири, подобно Грэйланду, начинает беспощадно резать жертву, пока та не умрёт. Сила его ножниц заключается в том, что при ранении жертва испытывает боль,во много раз превосходящую обычную. Однако Кири вовремя останавливает Ивай.
Ивай Мусянокодзи (яп. 武者小路 祝)
Сэйю: Котори Койвай
Главная героиня истории, её волосы прокляты, с одной стороны они красивые, с другой — их нельзя постричь и они заново отрастают. Ивай является прямым потомком королевы волос, которая обитала когда-то в Европе и страшно завидуя девушкам с красивыми чёрными волосами, истязала и убивала их. Так королева получила проклятые чёрные волосы, проклятье передавалось и её потомкам по женской линии, один из которых в своё время уехал в Японию, продолжая род там. Сама Ивай очень добрая девушка, однако из-за того, что она не могла постричься, в школе её стали высмеивать и в результате девушке пришлось сидеть одной в родном особняке. Ивай ненавидела свои волосы и мечтала избавиться от них, однако всё изменилось с приходом Кири, чьи ножницы способны резать волосы Ивай. Так девушка соглашается стать новым дублёром Кири. Она снова начинает посещать школу. В 9 серии открывает свои истинные чувства к Кири в ответ на его признание. По мере развития сюжета у Ивай внезапно перестают расти волосы, однако эффект был временным. На Ивай начинают охотиться другие владельцы, так как если убить королеву волос, то можно исполнить любое желание.
Яманэ Бёиндзака (яп. 病院坂 病子)
Сэйю: Каори Фукухара
Владелец артефакта, имеет короткие белые волосы и носит очки. Орудует шприцем и в какой то степени под влиянием артефакта сошла с ума, хотя всё ещё может контролировать себя, однако ещё с раннего детства у Яманэ происходили приступы жажды, что однажды стоило жизни её родителям. Из-за этого Яманэ страдает расстройством личности, но держит себя в руках только благодаря Хоко, которая позволяет ей обкалывать свои руки. Первая владелица шприца была изначально врачом, но стала убивать своих пациентов, вводя смертельные инъекции. Яманэ жаждет убивать с помощью инъекции, и для утоления жажды вводит безвредные вещества Хоко.
Хоко Бёиндзака (яп. 病院坂 法子)
Сэйю: Юми Утияма
Старшая сестра, имеет длинные красные волосы. Выступает в качестве дублёра Яманэ, но доминирует над ней, хотя если вопрос касается утоления жажды Яманэ, то Хоко всегда готова подставить своё тело, чтобы облегчить страдания сестры, и даже наоборот, получает удовольствие от подобных «процедур». В начале истории по заданию Канаэ Сумэраги следила за Ивай и обеспечивала её необходимым, обращалась при этом с ней жестоко и узнав, что Ивай встречается с Кири, сначала пыталась запугать парня, чтобы тот не встречался с девушкой. Но когда Ивай соглашается стать дублёром Кири, надобность в присмотре отпадает, но Хоко с Яманэ продолжают часто пересекаться с Ивай и Кири. Позже Хоко начинают мучить угрызения совести, что она жестоко обращалась с Ивай, и даже призналась ей в своей ошибке.
Канаэ Сумэраги (яп. 皇 鼎)
Сэйю: Кодзи Юса
Формальный опекун Ивай, является членом организации сплетников и выступает в качестве наблюдателя.
Эмили Редхандс (яп. エミリー・レッドハンズ Эмири: Рэддохандзу)
Искусственный владелец, её артефакты были созданы специально для неё, профессиональная убийца. Эмили орудует арсеналом из 46 ножей, чья особенность заключается в том, что рана, полученная от них, будет постоянно кровоточить, и жертва рано или поздно умрёт от недостатка крови. Родом из западной страны, жила в трущобах, и чтобы выжить, должна была воровать пищу. Позже её приютил отец Ивай, который по заказу искал потенциального искусственного владельца. Отец Ивай очень тепло обращался с Эмили, но вместе они были недолго. Сначала без ясных причин девочка намеревается убить Ивай. Канаэ сначала утверждала, что так сумеет воскресить отца. Позже выясняется, что это было вызвано сильной ревностью к Ивай, так как отец проводил с ней гораздо больше времени. После того, как Кири теряет рассудок, он начинает истязать Эмили, однако её спасает Ивай. После этого случая Эмили начинает панически бояться Кири.
Рука Сиходо (яп. 四方堂 瑠架)
Сэйю: Ёко Хикаса
Формально является замглавой школьного совета и притворяется подчиняющимся партнёром Ромио. На деле она садистка и владеет кнутом, который через удары способен подчинять волю человека. Рука ненавидит всех мужчин и мечтает подчинить весь мир себе и для этого намерена убить Ивай. Её артефакт принадлежал представителю Кадзоку (единственный артефакт из Японии), который истязал кнутом своих жертв, запирал в темнице и впоследствии морил голодом. Её желание доминировать является следствием того, что Рука, будучи ребёнком, была очень популярна среди мальчиков, но новая одноклассница перетянула их внимание на себя, что оставило травму в душе Руки. Несмотря на своё отношение к мужчинам, она питает любовные чувства к Ромио.
Ромио Дзайга (яп. 雑賀 露見男)
Сэйю: Юити Накамура
Президент школьного совета, делал вид, что доминировал над Рукой, но на деле является её верным слугой. Он также знал её со средней школы, и когда Рука перестала быть популярной, единственный остался верен девушке.
Касико Мисуми (яп. 美墨 かしこ)
Сэйю: Киёно Насуно
Давняя знакомая Кири, её семья владеет салоном красоты, и Касико, как преемник семьи, должна дальше держать салон, но не хочет этого, так как мечтает стать моделью.Влюблена в Кири.
Ниги Убудзато (яп. 初郷 和)
Сэйю: Ариса Ното
Одноклассница Кири, увлекается ужастиками и знает многое о реальных исторических деятелях, связанных с криминальным миром. В частности, знает многое о первых владельцах, например о Грейланде, своей информацией не раз помогала Кири и Ивай.
Сэйги Накадзима (яп. 中島　正義)
Сэйю: Акира Исида
Владелец артефакта-книги, которая когда-то принадлежала судье Гаривальди, приговорившего к смерти более 20 человек. Его жажда убийства реализована очень нестандартным способом: Сэйги жаждет покарать преступников и намеренно следит за ними, поджидая момента, когда они совершат преступление. Далее Сэйги призывает виселицу, если человек не виновен, то виселица исчезнет, а жертва упадёт без сознания, в противном случае жертва умрёт от удушья. Позже Сэйги пытается убить Кири, но его убивает Эмили, нанеся множественные ножевые ранения.
Кодзакура Дзэнигата (яп. 小桜銭形警部)
Женщина-полицейский, которая когда-то знала Сэйги и всё время пытается сорвать его планы по убийству преступника. Каждый раз Сэйги вешает её на виселицу, но так как она не виновна, падает без сознания. После смерти Сэйги, Кодзакура призналась, что любила его, и не осознавая того, выступала в качестве его дублёра, чем сумела спасти множество жизней.
Сиреневая Ведьма (яп. 魔女のレディー バイオレット)
Таинственный руководитель организации сплетников. Имеет длинные светлые волосы и пышную грудь. В 13 серии признаётся, что любит Кири, и крадёт у него первый поцелуй.

## Список серий аниме
| 1 | ―Спящая принцесса― «―Нэмурэру Мори но Химэ―» (―眠れる森の姫―)                                            | 4 апреля 2013 года  |
| Кири Хаймура одержим желанием стричь волосы девушкам. Он решает посетить таинственный особняк, где живёт девушка по имени Ивай Мусянакодзи, страдающая проклятием, из-за которого не может постричь волосы. Кири прогоняют Хоко и Яманэ, которые следят за Ивай. Кири становится свидетелем, как с Ивай жестоко обращаются. Однако он снова посещает Ивай и решает испытать свои ножницы и ему удаётся отрезать волосы Ивай. Девушка счастлива. Однако они оба не подозревают, что запустили игру, в которой надо убить королеву волос, а ей является Ивай. | |                     |
| 2 | ―Портрет еретика― «―Итан но Сёдзо:―» (―異端の肖像―)                                                      | 11 апреля 2013 года |
| Ивай снова начинает посещать школу. Хоко, узнав о том, что игра началась, не сумела совладать со своей жаждой и попыталась убить Ивай в школе, ей мешает Кири, однако она ему вводит инъекцию, и тот падает без сознания. Кири спит в медицинской комнате до утра и узнаёт от профессора Канаэ о игре, кто такие владельцы, и что сам является одним из них. У Ивай заново отрастают волосы, и Кири соглашается стричь её каждый день. | |                     |
| 3 | —Сквозь грозовые тучи— «—Раюн во Ватарэ—» (―雷雲をわたれ―)                                               | 18 апреля 2013 года |
| Ивай и Кири видят место преступления и узнают, что его виновником является владелец огромного молота. Ивай очень страшно, и Кири соглашается остаться с ней на ночь. Действительно, владелец молота нападает на дом и пытается убить Ивай, но Кири его побеждает. | |                     |
| 4 | —Где посетитель?— «—Кяку ва Доко да—» (―客は何処だ―)                                                     | 27 апреля 2013 года |
| Через месяц Ивай хочет посетить любимый бар покойного отца, однако Кири против, так как есть риск, что Ивай может столкнуться с убийцей отца. Там они встречают подозрительных работников кафе. Одна женщина играет на пианино. Там же, в кафе, Кири встречает Сэйги Накадзиму, владельца, который одержим желанием убивать преступников. Оказывается, он намеренно прибыл в кафе, чтобы стать свидетелем преступления, однако работники кафе, которые на деле тоже являются владельцем и дублёром, решили не принимать участия в игре.                     | |                     |
| 5 | —Перед игрой— «—Бифоа да Гэйму (Before the Game)—» (―ビフォア・ダ・ゲイム―)                              | 4 мая 2013 года     |
| Ивай и Кири отправляются вместе с классом в лагерь. Заместитель главы учительского совета Рука Сиходо похищает Ивай, а её приспешник Ромио Зайга похищает Кири и других школьников. | |                     |
| 6 | —Вальс под Звёздами— «—Хоси но Варуцу—» (―星のワルツ―)                                                   | 11 мая 2013 года    |
| Кири оказывается под влиянием хлыста Руки. Та же намерена убить Ивай для достижения своей цели — подчинить всех мужчин мира. А Ромио оказывается её слугой. Для начала Рука хочет сломить волю Ивай, однако Кири сумел выйти из-под влияния хлыста и побеждает в схватке с Ромио, смертельно ранив его. Воспользовавшись этом моментом, Сэйка решил покарать Кири, однако тот высвобождается из его виселицы. Рука впадает в отчаяние и освобождается от влияния артефакта.                                                                                 | |                     |
| 7 | —Монеты жребия— «—Тэнбин но Гинка—» (―天秤の銀貨―)                                                       | 18 мая 2013 года    |
| Яманэ страдает от угрызений совести из-за того, что плохо обращалась с Ивай, и не понимает, почему та относится тепло к Яманэ. Ивай же говорит, что не держит на неё зла. Кири у Ивай приглашают на праздник сплетников, главные герои не подозревают, что попали в ловушку. | |                     |
| 8 | —Сорванная вечеринка— «—Па:ти:тёппа—» (―パーティーチョッパ―)                                             | 25 мая 2013 года    |
| Кири и Ивай внезапно приглашают на сцену, Ивай запирают в клетке, а на Кири нападает Сэйка и призывает виселицу. Кири задыхается, но ещё способен сражаться. | |                     |
| 9 | —Ночь страха и любви— «—Ририкару. Найто. Фурайто (Lyrical Night Flight)—» (―リリカル・ナイト・フライト―) | 1 июня 2013 года    |
| Так как атака Сэйки не планировалась, его решают остановить. Кири освобождается от виселицы. Внезапно кто-то кидает в Сэйку ножи, и тот умирает на месте. Главные герои узнают об истории первой королевы волос, затем посещают поминки Сэйки. | |                     |
| 10 | —Овации стоя— «—Сутадингу. Бэйбэ:сён (Standing Babe-ation)—» (―スタンディング・ベイベーション―)          | 8 июня 2013 года    |
| Волосы Ивай внезапно перестали ночью вырастать. Появляется таинственная девочка по имени Эмили Рэдхандс. Она знала в прошлом отца Ивай и намеревается убить девушку. Кири понимает, что она его гораздо сильнее. | |                     |
| 11 | —Красный восход— «—Рэддо. Райдзингу (Red Rising)—» (―レッド・ライジング―)                                | 15 июня 2013 года   |
| Раны, полученные Кири от Эмили, не перестают кровоточить, и Кири теряет слишком много крови. Ему помогает Хоки, перелив свою кровь. Ивай изучает дневники отца, чтобы узнать побольше об Эмили. | |                     |
| 12 | —Запретная игра—                                                                                         | 23 июня 2013 года   |
| Кири встречает Эмили на кладбище и, рискуя собой, провоцирует её на драку, чтобы напугать. Однако Эмили оказывается намного сильнее и ранит Кири почти до смерти. Однако Кири посещает видение Грэйланда, первого владельца ножниц, и Кири теряет рассудок. Он становится диким и во много раз сильнее. Эмили пугается и пытается сбежать, однако раз за разом Кири продолжает наносить ей ранения. | |                     |
| 13 | —Грейланд в доме— «?»                                                                                    | 26 июня 2013 года   |
| В лес прибегает Ивай и видит израненную и напуганную Эмили. Вскоре появляется обезумевший Кири и начинает лапать Ивай, он грубо разрезает ей волосы и теряет сознание. Кири попадает в больницу, а Ивай и Эмили находят общий язык. | |                     |

## Критика
Карл Кимлинджер с сайта Anime News Network писал в своём обзоре, что в сюжете аниме имеют место фетишизм, лесбиянство, инцест и другие извращения, которые играют в сериале значительную роль. Однако они, по его мнению, в данном случае являются «оболочкой», под которой скрывается «чистая романтика». Среди достоинств сериала рецензент отметил глубокую романтическую атмосферу, большое количество действия и развивающийся сюжет. Вместе с тем он посчитал, что грязные и часто извращённые моменты способны оттолкнуть многих зрителей. Положительно отозвавшись о работах режиссёра Юдзи Ямагути, известных своей атмосферностью, Кимлинджер назвал Crime Edge «прекрасным проявлением его таланта». Он также похвалил композитора Ясухару Таканаси за прекрасное музыкальное сопровождение.
В обзоре Anime-Planet также было обращено внимание на сексуальный фетишизм, присутствующий в аниме. Сериал в большей степени фокусируется на развитии персонажей, чем на боевых сценах, а подбор героев типичен для большинства сёнэн-сериалов. По мнению обозревателя, персонажи по отдельности не представляют собой ничего особенного, однако их взаимодействия образуют весёлую атмосферу. И хотя Crime Edge старается казаться серьёзным сериалом, боевые сцены в нём скорее комичны и забавны. Обозреватель порекомендовал сериал для просмотра.